# Clásica de Almería 2001
La Clásica de Almería 2001, sedicesima edizione della corsa, si disputò il 4 marzo 2001 su un percorso di 193 km. Fu vinta dal danese Tayeb Braikia, che terminò in 4h33'12". La gara era classificata di categoria 1.4 nel calendario dell'UCI.

## Ordine d'arrivo (Top 10)
| Pos. | Corridore          | Squadra       | Tempo    |
| ---- | ------------------ | ------------- | -------- |
| 1    | Tayeb Braikia      | Lotto-Adecco  | 4h33'12" |
| 2    | Marcus Zberg       | Rabobank      | s.t.     |
| 3    | Endrio Leoni       | Alessio       | s.t.     |
| 4    | David Fernández    | Relax         | s.t.     |
| 5    | Jeroen Blijlevens  | Lotto-Adecco  | s.t.     |
| 6    | Igor Astarloa      | Mercatone Uno | s.t.     |
| 7    | Saulius Sarkauskas | LA-Pecol      | s.t.     |
| 8    | Martín Garrido     | Relax         | s.t.     |
| 9    | Eleuterio Anguita  | Jazztel       | s.t.     |
| 10   | Gorik Gardeyn      | Lotto-Adecco  | s.t.     |